# Lijst van proosten van het Sint-Servaaskapittel te Maastricht
De proost van Sint-Servaas was vanaf de vroege middeleeuwen tot aan het einde van het ancien régime de hoogste functionaris van het kapittel van Sint-Servaas. Hij had het tijdelijke beheer over de wereldlijke goederen van het kapittel, dus over alle bezittingen in Maastricht en ver daarbuiten. De zielzorg en geestelijke leiding van zijn mede-broeders, later kanunniken, viel onder de bevoegdheden van de deken van het kapittel.
Aanvankelijk was Sint-Servaas een abdij en werd de functie van de proost uitgeoefend door een abt of lekenabt. De term abbas (abt) wordt bij Sint-Servaas voor het eerst in 820 gebruikt en blijft bij het kapittel nog tot de tiende eeuw in gebruik. Tussen 840-876 is voor het eerst sprake van een pr[a]epositus (proost). Later, wanneer de abdij in de hoge middeleeuwen is omgevormd tot een kapittel van wereldheren, wordt de aanduiding 'prepositus' standaard gebruikt, nog later ook het Nederlandse 'proost'. Vanaf de zeventiende eeuw komt ook de titel 'hoogproost' voor.
Tot in de zestiende eeuw was het proostschap van het kapittel van Sint-Servaas in Maastricht vaak een 'opstapje' voor de hoogste geestelijke ambten in het Maas-Rijngebied. Meer dan de helft van de proosten van Sint-Servaas was tevens proost of kanunnik van een ander prestigieus kapittel. Dertien Maastrichtse proosten werden tot bisschop gewijd, waarvan negen tot aartsbisschop. In de twaalfde eeuw was de functie van proost in Maastricht verbonden met het kanselierschap van het Heilige Roomse Rijk (zoals de proosten van Sint-Donaas in Brugge meestal kanselier van Vlaanderen waren). Wanneer een proost ten gevolge van andere functies niet of weinig resideerde te Maastricht, werd een vice-prepositus (vice-proost of coadjutor) aangesteld.
Na de opheffing van het kapittel op 5 december 1797 ging het grootste deel van het kapittelarchief verloren. Informatie over de proosten van Sint-Servaas is daardoor in veel gevallen schaars.
| Afbeelding                                                   | Naam                                      | Periode                              | Opmerkingen |
| ------------------------------------------------------------ | ----------------------------------------- | ------------------------------------ | --- |
|                                                              | Alcuin                                    | vóór 799(?)                          | Vanaf 782 hoofd paleisschool Akense koningspalts. In 796 lekenabt van St-Martinus in Tours. Uit een brief van 799 aan Arend van Salzburg, aartsbisschop van Salzburg, zou men kunnen afleiden dat hij daarvoor lekenabt was geweest van de Sint-Servaasabdij te Maastricht. |
|                                                              | Arend van Salzburg                        | omstreeks 799(?)                     | Vanaf 782 abt van de abdij van Saint-Amand. Uit een brief van Alcuin uit 799 valt af te leiden dat Arend van Salzburg een zekere zeggenschap had over de broeders van de Sint-Servaasabdij te Maastricht. Vanaf 785 bisschop van Salzburg, vanaf 798 aartsbisschop. |
|                                                              | Einhard                                   | ca. 820 - ca. 840(?)                 | Leerling van Alcuin. Behalve lekenabt van Sint-Servaas te Maastricht, ook lekenabt van Sint-Marcellinus en Petrus in Seligenstadt, de Sint-Baafs- en/of Sint-Pietersabdij in Gent, de abdij van Fontenelle en het klooster van La Celle-Saint-Cloud. Schreef onder andere Vita Karoli Magni, een biografie van Karel de Grote, en Translatio sanctorum Marcellini et Petri, met uitgebreide beschrijving van Maastricht. |
|                                                              | Karel de Kale?                            | vanaf ca. 870                        | Onzeker. Koning der Franken (840-877) en Keizer van het Roomse Rijk (875-877). Genoemd in de Monumenta Germaniae Historica als "heer" van de Sint-Servaasabdij te Maastricht. |
|                                                              | Raginarius (Reinier van Henegouwen)       | 897 - ?                              | Status onzeker. Reinier I, hertog van Lotharingen en graaf van Henegouwen wordt in deze periode genoemd als eigenaar (voogd?) van de Sint-Servaasabdij te Maastricht. Aanspraken daarop worden bestreden door de bisschoppen van Trier. Ook genoemd als abt, graaf of hertog (dux) van de abdij van Echternach en de abdij van Stavelot. Streed tegen de Noormannen. Overleden te Meerssen. |
|                                                              | Giselbertus (Giselbert van Lotharingen?)  | ca. 917 - 939?                       | Status onzeker. Noemt zich in 928 dux rectorque (hertogelijke rector) van de Sint-Servaaskerk te Maastricht. Wellicht moet 'rector' gezien worden in de betekenis van voogd. Ook de bisschop van Trier maakt hierop aanspraken. Giselbert noemde zich tevens abt van de Sint-Maximinusabdij in Trier, de abdij van Echternach, de abdij van Remiremont en de abdijen van Stavelot, Saint-Ghislain en Moyenmoutier. |
|                                                              | Herulf/Gerulfus                           | ca. 911 - 928                        | Tekende als Herulphus prep. (proost) een akte waarbij Giselbert II, hertog van Lotharingen, de kerk van Sint-Servaas te Maastricht ontving in ruil voor enkele dorpen. Wat zijn positie was onder Giselbert is niet duidelijk ('prepositus monasterii'). |
|                                                              | Sigebertus                                | omstreeks 946                        | Wordt in 946 prepositus genoemd in een akte waarbij hij getuige is. |
|                                                              | Baldericus/Walterus?                      | omstreeks 965                        | Baldericus, benedictijner monnik. Geen nadere informatie. |
| Grafkruis Geldulfus                                          | Geldulfus                                 | ca. 1039 - 1050                      | Bouwde nieuwe kerk op het graf van Sint-Servaas, die in 1039 in het bijzijn van keizer Hendrik III werd ingewijd. Begraven in medio ecclesiae in Sint-Servaaskerk. Eenvoudig grafkruis gevonden in 1702, herbegraven en teruggevonden in 1903 (thans in de Schatkamer). |
|                                                              | Tydewinus (Dietwin?)                      | omstreeks 1050                       | Genoemd in een schenkingsakte van Godfried II van Lotharingen uit 1050. Dietwin was toen al bisschop van Luik en het is om die reden onwaarschijnlijk dat hij toen proost te Maastricht was. |
| Grafkruis Humbertus                                          | Humbertus (ook: Hugo)                     | ca. 1051 - 1086                      | Genoemd als proost van Sint-Servaas in 1051, 1062, 1063, 1076 en 1079. Ook genoemd door Jocundus. Tevens proost van Sint-Lambertus in Luik en aartsdiaken van Texandrië. Vernieuwde (delen van) de kerk, crypte, kloostergang, kloosterschool en kapittelzaal (Dubbelkapel). Begraven in medio ecclesiae in schip Sint-Servaaskerk. Grafkruis met uitgebreide tekst gevonden in 1987. |
|                                                              | Godescalcus (Godschalk van Aken?)         | ca. 1087 - 1098?                     | Genoemd "Godescalco Trajectensi praeposito" en "Godescalcus imperii cancellarius" in 1087. Waarschijnlijk identiek met Godschalk, proost van het Mariamunster te Aken en raadgever/notaris van keizer Hendrik IV. |
|                                                              | Adalbert van Saarbrücken                  | omstreeks 1109 (1106 - 1111?)        | Tevens proost van het Mariamunster te Aken. Vanaf 1106 ook kanselier van keizer Hendrik V. Van 1111-1137 aartsbisschop van Mainz. |
| Familiewapen Hohenzollern                                    | Bruno van Zollern                         | omstreeks 1116 (1112 - 1122?)        | Proost van de kathedraal van Straatsburg sinds 1110. Kanselier van het Heilige Roomse Rijk (1112-1122). Vermeld als proost van Sint-Servaas in een oorkonde uit 1116. Na 1122 geen proost meer in Maastricht; wel nog in Straatsburg. |
|                                                              | Filippus van Ravenna                      | omstreeks 1125 (1122 - 1125/28?)     | Aartsbisschop-elect van Ravenna in 1118. Kanselier van het Heilige Roomse Rijk vanaf 1122. Vermeld als proost van Sint-Servaas in 1125. Daarna mogelijk proost in Deventer. |
| Familiewapen Van Wied                                        | Arnold van Wied                           | 1138 - 1151                          | Vermeld als proost van Sint-Servaas in 1139 (schenking Maasbrug door Koenraad III). Een van de bouwheren van de Sint-Servaaskerk (oostpartij). Ook proost van de dom van Limburg aan de Lahn en de dom van Keulen. Van 1151-1156 aartsbisschop van Keulen. |
| Zegel Gerard van Are                                         | Gerard van Are Hochstaden                 | ca. 1152 - ca. 1160 (uiterlijk 1164) | Ook proost van het Cassius-stift in Bonn en van de Lebuïnuskerk in Deventer. Een van de bouwheren van de Sint-Servaaskerk. Opdrachtgever Noodkist(?) |
| Familiewapen Van Buch                                        | Christiaan van Buch                       | omstreeks 1165 (1162 - 1165?)        | Genoemd als proost van Sint-Servaas in aktes van 1164 en 1165. Tevens kanselier van het Heilige Roomse Rijk (1162-1165). Aartsbisschop van Mainz en aartskanselier (1160-1161 en 1165-1183) |
|                                                              | Garsendonius van Mantua                   | ca. 1168/1171 - ca. 1179             | Voorheen bisschop van Mantua. Medestander van keizer Frederik I Barbarossa, waarschijnlijk ook hofkapelaan. Genoemd als proost van Sint-Servaas in aktes van 1171, 1173, 1176, 1178 en 1179. Vanaf 1177 opnieuw bisschop van Mantua. |
| Familiewapen Van Are Hochstaden                              | Lotharius van Are Hochstaden              | ca. 1180 - ca. 1190                  | Genoemd als proost van Sint-Servaas in een akte van 1180. Ook proost van het Cassius-stift in Bonn en de Lebuïnuskerk in Deventer, deken van het Sint-Lambertuskapittel in Luik. In 1192 bisschop van Luik. |
| Familiewapen Van Are Hochstaden                              | Dirk van Are Hochstaden (Theodoricus)     | 1190 - 1198                          | Voor het eerst vermeld als proost van Sint-Servaas op 29 augustus 1192. Rond 1196 werd hij tevens aartsdiaken van Luik. Vanaf 1198 bisschop van Utrecht. |
|                                                              | Gerlach (Gerlacus)?                       | omstreeks 1199                       | In 1171 en 1180 genoemd als lid van het kapittel van Sint-Servaas in relatie tot het Sint-Servaasgasthuis. In een oorkonde uit 1199 Gerlacus Traiectensis prepositus genoemd. Zou ook Utrecht kunnen zijn. |
|                                                              | Hendrik (Hendrik van Loon?)               | ca. 1202 - ca. 1210                  | Genoemd als proost van Sint-Servaas in 1204, 1207 en 1209. Het jaar 1202 markeert voor de Sint-Servaaskerk de overgang van keizerlijke kerk naar hertogelijke, Brabantse kerk. Volgens sommige auteurs is deze Hendrik de broer van graaf Lodewijk II van Loon. Volgens Deeters betreft het dezelfde Hendrik van Leuven, die van 1199-1226 genoemd wordt als proost van Sint-Pieter in Leuven. Dat zou dan Hendrik I, hertog van Brabant moeten zijn, die in de Sint-Pieterskerk begraven is en die in elk geval voogd was van de Sint-Servaaskerk. |
| Familiewapen Van Everstein                                   | Otto van Everstein                        | ca. 1218 - ca. 1261/70               | Vanaf 1218 genoemd als proost van Sint-Servaas en van het Mariamunster te Aken. Ook proost van de Sint-Vituskerk van Emmerik. Schonk in 1218 aan het kapittel het patronaatsrecht over de Sint-Janskerk. Onder zijn bewind vond in 1232 de boedelscheiding plaats tussen proost en kapittel. Ook proost van het Sint-Andreaskapittel in Keulen en het Domkapittel van Xanten. |
| Familiewapen Van Gulik                                       | Otto van Gulik                            | ca. 1261/70 - ca. 1285               | In 1270 genoemd als proost van Sint-Servaas, in 1275 is hij ook aartsdiaken van Luik. |
| Familiewapen Van Katzenelnbogen                              | Gerard van Katzenelnbogen                 | ca. 1285 - ca. 1293                  | Genoemd als proost in 1289 en 1291. Keizer Rudolf I noemt hem "capellanus noster". Trad uit de geestelijke stand, samen met zijn broer Bertold, die proost was van de Abdij van Werden, en trouwde in 1299 met Margaretha, dochter van Everhard I van der Mark. |
| Familiewapen Van Gulik                                       | Willem van Gulik                          | ca. 1299 - 1304                      | Neef van de eerder genoemde Otto van Gulik. Voor het eerst genoemd als proost van Sint-Servaas in 1299. Politiek actief in de strijd tegen de Fransen. Was één der aanvoerders in de Guldensporenslag en sneuvelde in de Slag bij Pevelenberg. |
| Familiewapen Van Cuijk                                       | Jan van Cuijk                             | ca. 1306 - 1326                      | Benoemd tot proost van Sint-Servaas door hertog Jan II van Brabant. Benoeming betwist door Rooms-koning Albrecht I, die een tegenproost benoemt. Paus Clemens V beslist in het voordeel Jan van Cuijk. Ook proost van Sint-Pieter te Leuven. |
| Familiewapen Van Gulik                                       | Walram van Gulik                          | ca. 1328 - 1331                      | In 1328 voor het eerst genoemd als proost van Sint-Servaas, in 1329 proost van Sint-Lambertus in Luik. Was ook kanunnik van het Domkapittel in Keulen. In 1331 gekozen tot aartsbisschop van Keulen. |
| Familiewapen Van Blankenheim                                 | Arnold van Bruch Blankenheim              | ca. 1331/35 - 1354                   | In 1335 voor het eerst genoemd als proost van Sint-Servaas. Rond 1355 uitgetreden en gehuwd met Johanna van Broeck. Omgekomen bij toernooigevecht (1360). |
| Familiewapen Van Hompesch                                    | Godfried van Hompesch                     | ca. 1356 - 1360                      | In 1356 voor het eerst genoemd als proost van Sint-Servaas; op 5 december 1359 voor het laatst. Was ook proost van Sint-Andreas in Keulen; ruilde dit later voor een kannonikaat bij het Cassius-stift in Bonn. |
| Familiewapen Van Schoonvorst                                 | Jan I van Schoonvorst                     | ca. 1360 - 1368/69                   | Voor het eerst genoemd als proost van Sint-Servaas in 1361, toen nog zeer jeugdig; voor het laatst genoemd als proost in 1369. Vanaf 1363 ook niet-residerend kanunnik van Sint-Lambertus in Luik. Waarschijnlijk begin 1368 afgetreden ten gunste van zijn broer Engelbert en gehuwd met Margareta van Merode. |
| Familiewapen Van Schoonvorst                                 | Engelbert van Schoonvorst                 | ca. 1368 - 1378/81                   | Broer van Jan I van Schoonvorst. Voor het eerst vermeld als proost van Sint-Servaas in 1368; voor het laatst in 1378. Was ook kanunnik van Sint-Lambertus in Luik. Uiterlijk 1381 uitgetreden; huwde Agnes van Pallandt. |
| Familiewapen Van Rode                                        | Wijnand Maschereel van Rode               | ca. 1381 - 1397                      | Voor het eerst genoemd als proost van Sint-Servaas in 1381; voor het laatst in 1396. Daarna waarschijnlijk uitgetreden. Huwde Catharina van Immerseel in 1396. |
| Familiewapen Van Heers                                       | Reinoud van Heers                         | 1397 - ca. 1400                      | Genoemd als proost van Sint-Servaas in 1397 en 1398. Was ook proost van Sint-Waltrudis in Bergen, kanunnik van Sint-Pieter en Sint-Guido in Anderlecht en raadsman van hertogin Johanna van Brabant. |
| Familiewapen Hendrik van Bylandt                             | Hendrik van Bylandt                       | ca. 1400 - 1405                      | Benoemd door de hertog van Brabant, maar aanvankelijk niet geaccepteerd door het kapittel. Tijdens zijn korte proostschap kwam de Servaasbuste tot stand. |
| Wapen Jan van Heinsberg op Luikse munt                       | Jan van Heinsberg                         | 1405/11 - 1419                       | In 1411 genoemd als proost van Sint-Servaas en van het Mariamunster te Aken, maar wellicht al eerder benoemd. Tevens aartsdiaken van de Kempen. Van 1419-1455 bisschop van Luik. |
| Familiewapen Van Gavere                                      | Willem van Gavere                         | 1419/21 - 1451/54                    | Vanaf 1421 genoemd als proost van Sint-Servaas. Tevens aartsdiaken van de Kempen. Had ernstig conflict met Maastrichts stadsbestuur. |
|                                                              | Nicasius van den Putte                    | 1451 - 1461                          | In 1446 kanunnik van Sint-Donaas in Brugge. In 1451 genoemd als proost van Sint-Servaas en van Sint-Bartholomeüs in Béthune. |
|                                                              | Antonius Hanneron                         | 1461 - 1467                          | Vooraanstaand geestelijke, diplomaat en raadgever van Filips de Goede en Karel de Stoute. Rector van de Katholieke Universiteit Leuven. Ruilt in 1467 zijn proostschap van Sint-Servaas met dat van Sint-Donaas in Brugge (inclusief kanselierschap van Vlaanderen). |
| Familiewapen Van Brederode                                   | Gijsbrecht van Brederode                  | 1467 - 1470                          | Domproost van Utrecht. In 1455-56 bisschop-elect van bisdom Utrecht. Na daarvan afgezien te hebben, proost van Sint-Donaas in Brugge. Ruilt in 1467 met Antonius Hanneron en wordt proost van Sint-Servaas. Politiek zeer actief. In 1470 gevangengenomen. |
| Portretschilderij Evert Zoudenbalch                          | Evert Zoudenbalch                         | 1470 - uiterlijk 1485                | Kanunnik en thesaurier van het Domkapittel in Utrecht. In 1470 door Karel de Stoute benoemd tot proost in Maastricht. Stimuleerde de kunsten (vooral in Utrecht). |
| Familiewapen Jan van Eynatten                                | Jan van Eynatten                          | ca. 1485 - ca. 1510                  | Kanunnik van Sint-Lambertus in Luik vanaf 1480, van Sint-Servaas vanaf 1482. Vanaf 1485 proost in Maastricht (vroegtijdig opgegeven?). Tevens kanunnik van Sint-Goedele in Brussel, deken van Onze Lieve Vrouwe in Kortrijk, wellicht ook proost in Aldeneik. Raadsman van Filips de Schone en Maximiliaan van Oostenrijk. In 1530(?) begraven in medio ecclesiae in de Sint-Servaaskerk. |
| Familiewapen Van Heemstede                                   | Engelbert van Heemstede                   | ca. 1510 - 1539                      | Proost van Sint-Servaas vanaf 1510. Voor het eerst als proost genoemd in een akte van 1517. Begraven in medio ecclesiae in de Sint-Servaaskerk in 1539. |
|                                                              | sedisvacatie                              | 1539 - 1543                          | Zetel vacant. |
| Zegel Anton van Schaumburg                                   | Anton van Schaumburg                      | 1543 - 1557                          | In 1543 door keizer Karel V benoemd tot proost van Sint-Servaas. Inhuldiging vond plaats in Luik in verband met pestepidemie in Maastricht. Tevens deken van Sint-Gereon in Keulen en proost in Hildesheim en van Sint-Lambertus in Luik. Volgde in 1557 zijn broer Adolf op als aartsbisschop van Keulen. |
| Jan Gebhard van Mansfeld                                     | Jan Gebhard van Mansfeld                  | 1557 - 1558                          | In 1557 door Filips II benoemd tot proost van Sint-Servaas. Was tevens proost van Sint-Gereon in Keulen en deken van Domkapittel in Keulen. In 1558 aartsbisschop van Keulen. |
| Zegel Frederik van Wied                                      | Frederik van Wied                         | 1559 - 1562                          | Vanaf 1534 kanunnik van Domkapittel in Keulen, vanaf 1549 custos (schatbewaarder), later deken. In 1559 door Filips II benoemd tot proost van Sint-Servaas. Was ook proost van Sint-Gereon in Keulen. In 1562 gekozen tot aartsbisschop van Keulen. |
|                                                              | Jan Nivelsteijn/Nyvelsteijn?              | ca. 1562 - ca. 1570                  | Mogelijk dezelfde als de zoon van Thomas van Nevelstein en Anna van Breill, die door bemiddeling van landcommandeur Winand van Breill een kanunnikaat aan het Sint-Servaaskapittel verwierf. In 1566 genoemd als proost; in 1567 als vice-proost. |
| Munt (1576) met wapenschild Lodewijk van Berlaymont          | Lodewijk van Berlaymont                   | 1570 - 1596                          | Begon zijn geestelijke loopbaan als kanunnik Sint-Lambertus in Luik en van Onze Lieve Vrouwe in Doornik, daarna proost van Sint-Waltrudis in Bergen en abt van Namen en Sint-Aubert. In 1570 door Filips II benoemd tot proost van Sint-Servaas. Werd in hetzelfde jaar aartsbisschop van Kamerijk. Stelde Cornelius Bercouts aan als vice-proost, vanaf 1587 Petrus Curtius. |
| Wapenschild Willem Veusels, getekend door Aernout van Buchel | Willem Veusels                            | 1597 - 1614                          | Kanunnik van het Onze-Lieve-Vrouwkapittel te Antwerpen en deken van het Sint-Pieterskapittel in Utrecht. In 1597 door Filips II benoemd tot proost van Sint-Servaas. In 1606 moest het kapittel hem verzoeken te komen resideren. |
| Familiewapen Boonen                                          | Engelbert Boonen                          | 1614 - 1629                          | Werd op 70-jarige leeftijd door Albrecht van Oostenrijk benoemd tot proost van Sint-Servaas. Was toen al 40 jaar kanunnik. Stelde vanwege gevorderde leeftijd in 1616 Willem van Bemmel als vice-proost aan, vanaf 1627 Nicolaas de Micault. Schonk massief zilveren beeld van de Heilige Martinus van Tongeren aan de kerk (in 1795 omgesmolten). |
| Familiewapen Micault                                         | Nicolaas de Micault                       | 1629 - 1659                          | Was vanaf 1615 kanunnik van Sint-Servaas, vanaf 1627 vice-proost onder Engelbert Boonen, vanaf 1629 proost. Schonk zilveren beeld van Sint-Nicolaas (in 1795 omgesmolten). |
| Grafkruis Oswald Willem van Brederode van Bolswart           | Oswald Willem van Brederode van Bolswart  | 1659 - 1664                          | Was vanaf 1639 kanunnik van Sint-Servaas, vanaf 1659 proost. Eerste proost die werd benoemd door de Staten-Generaal van de Nederlanden, die in de rechten van de hertogen van Brabant waren getreden. Stelde vanwege zwakke gezondheid in 1662 zijn broer Jan Adolf van Brederode van Bolswart als vice-proost aan. |
| Grafkruis Jan Adolf van Brederode van Bolswart               | Jan Adolf van Brederode van Bolswart      | 1664 - 1702                          | Was vanaf 1660 kanunnik van Sint-Servaas, vanaf 1662 vice-proost onder zijn broer Oswald Willem van Brederode van Bolswart. In 1664 door de Staten-Generaal aangesteld als proost. Stelde in 1693 Hendrik de Wildt aan als vice-proost, na diens overlijden in hetzelfde jaar Jan Ferdinand de Méan. |
|                                                              | Jan Ferdinand de Méan                     | 1702 (1706) - 1709                   | Was kanunnik van Onze Lieve Vrouwe in Tongeren en Sint-Lambertus in Luik (vanaf 1686 deken). Vanaf 1690 proost van Sint-Paulus in Luik. Vanaf 1693 vice-proost van Sint-Servaas, vanaf 1702 provisorisch proost, pas in 1706 door de Staten-Generaal benoemd. Van 1701-1709 gevangen wegens Oostenrijkse sympathieën. Stelde zijn neef Laurens Dieudonné de Méan aan als vice-proost. Zijn broer Laurens de Méan was proost van Onze Lieve Vrouwe in Maastricht.                                                                                    |
|                                                              | Laurens Dieudonné de Méan                 | 1709 - 1719                          | Was vanaf 1704 kanunnik van Sint-Servaas, vanaf 1706 vice-proost onder zijn oom Jan Ferdinand de Méan. In 1709 door de Staten-Generaal benoemd tot proost. Was vanaf 1708 tevens kanunnik van Sint-Lambertus in Luik. |
| Wapen van Arnold Hyacinth van Wynants                        | Arnold Hyacinth van Wynants               | 1719 - 1732                          | Was vanaf 1696 kanunnik van Sint-Servaas, waarvan 6 jaar als rijproost. In 1719 door de Staten-Generaal benoemd tot proost. |
| Wapen Van Wassenaar                                          | Petrus Renier van Wassenaer Warmond       | 1733 - 1772                          | In 1733 door de Staten-Generaal tot proost van Sint-Servaas benoemd, in 1734 als zodanig geïnstalleerd. Van 1733-1736 kreeg hij hulp van vice-proost Johannes Wachtelaer, vanaf 1766 van Karel de Geloes. Begraven in de middenbeuk van de Sint-Servaaskerk. |
| Wapen De Geloes                                              | Karel de Geloes                           | 1772 - 1791                          | Vanaf 1759 kanunnik van Sint-Lambertus in Luik. In 1768 toegelaten tot de vrijmetselaarsloge 'Oosten van Maastricht'. In 1772 benoemd door de Staten-Generaal tot proost van Sint-Servaas, vanaf 1782 ook proost van Onze Lieve Vrouwe in Tongeren. Vanaf 1784 lid van de rekenkamer van het Prinsbisdom Luik en aartsdiaken van Mechelen en Brabant. |
| Zegel T W J van Wassenaer Warmond                            | Thomas Willem Jacob van Wassenaer Warmond | 1791 - 1797                          | Werd in 1755 kanunnik van Sint-Servaas, van 1780-1782 provisor (regent) van het Sint-Servaasgasthuis, in 1791 door de Staten-Generaal benoemd tot proost. Vice-proost was Adriaan d'Oultremont. In 1794 werd Maastricht veroverd door de Fransen en op 5 december 1797 werd het kapittel van Sint-Servaas opgeheven. Op 23 januari 1798, na weigeren van eedaflegging, gevangengenomen en naar Frankrijk gedeporteerd. Na 11 maanden vrijgelaten. Probeerde vergeefs het kapittel te herstellen.                                                    |